# Acontia monilifera
Acontia monilifera là một loài bướm đêm trong họ Noctuidae.